# Fritz Rausenberger

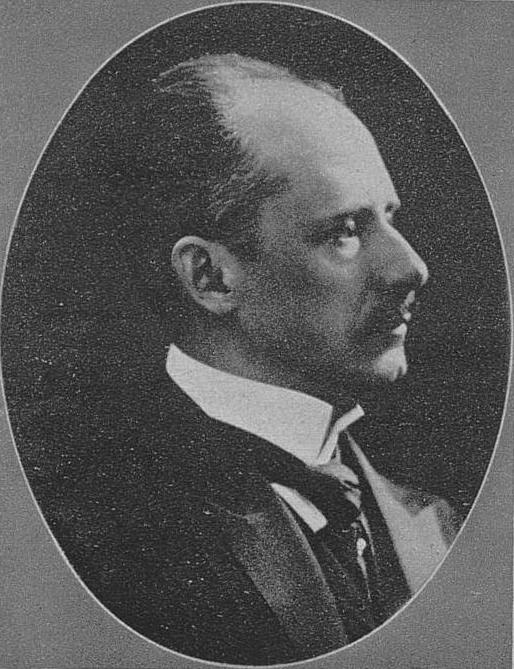
Fritz Rausenberger fotografiert von Alfred Grohs

Fritz Rausenberger, auch Friedrich Heinrich Rausenberger,  (* 13. Februar 1868 in Frankfurt am Main; † 28. April 1926 in München) war Mathematiker, Ingenieur, Hochschullehrer, Waffentechniker und Funktionär der Rüstungsindustrie.

## Leben und Wirken
Rausenberger studierte 1886/87 in München Mathematik und Naturwissenschaften, trat dann als Fahnenjunker in das 1. Königlich Sächsische Fußartillerie-Regiment Nr. 12 in Metz ein und besuchte die Kriegsschule Hannover. 1890–92 studierte er an der Vereinigten Artillerie- und Ingenieurschule Charlottenburg höhere Mathematik, Ballistik und Artillerie-Konstruktionslehre und 1893–96 Maschinenbau an der TH Charlottenburg.
Er wurde bei der Friedrich Krupp AG in Essen Konstrukteur im Dezernat für Artilleriematerial unter Direktor Max Dreger (1852–1929). 1901 wurde er Assistent des Direktoriums, und 1904 erhielt er Prokura. Auf Anregung Alfred von Schlieffens entwickelte er ab 1904 die Dicke Bertha, die 1914 fertiggestellt war.
Um 1905 wurde er von der preußischen Militärbehörde als Lehrer und Professor für Waffenkonstruktionslehre an die neue Militärtechnische Akademie in Berlin-Charlottenburg berufen, von der er 1906 zurückkehrte. 1907 wurde er stellvertretender Direktor und im Juli 1910, nach dem Ausscheiden Dregers und der Zweiteilung des Dezernats wurden Rausenberger sowie Rudolf Hartwig (1867–1924) zu Direktoren bestellt.
Als im Herbst 1914 die Oberste Heeresleitung überlegte, wie man von der französischen Kanalküste den englischen Hafen Dover beschießen kann, und eine Anfrage an Krupp stellte, schlug Rausenberger ein luftwiderstandsarmes Haubengeschoss vor. Bei ersten Tests in Meppen flog das Geschoss weiter als erwartet, da man die Abnahme des Luftwiderstandes in großen Höhen nicht berücksichtigt hatte. Mit seinem Assistenten Otto von Eberhard entwickelte er in der Folge das Paris-Geschütz.
Nachdem er 1920 in den Ruhestand gegangen war, wurde er im folgenden Jahr in den Aufsichtsrat der Krupp AG berufen. Neben den Ehrendoktorwürden, verliehen von der Universität Bonn (1914) und der TU-Karlsruhe (1914), erhielt er zahlreiche deutsche und ausländische Auszeichnungen. Neben zahlreichen anderen Veröffentlichungen verfasste er 1907 das Standardwerk Theorie der Rohrrücklaufgeschütze, welches 1937 in zweiter Auflage erschien. Sein Schaffen wurde in etlichen Veröffentlichungen international rezipiert.